# Estación Elena
Elena es una estación ferroviaria ubicada en Elena, en el Departamento Río Cuarto, Provincia de Córdoba, República Argentina.

## Servicios
Actualmente presta servicio de cargas cereales, piedras y minerales.

## Galería
|                                            |
| Galpón de cargas cerealeras de la estación |